# Brimlárhöfði
Brimlárhöfði är en kulle i republiken Island. Den ligger i regionen Västlandet, 110 km nordväst om huvudstaden Reykjavík. Toppen på Brimlárhöfði är 268 meter över havet.
Runt Brimlárhöfði är det mycket glesbefolkat, med 6 invånare per kvadratkilometer. Närmaste större samhälle är Ólafsvík, omkring 17 kilometer sydväst om Brimlárhöfði.